# حمحم ترابوتي
حمحم ترابوتي (الاسم العلمي:Borago trabutii) هو نوع من النباتات يتبع جنس الحمحم من الفصيلة الحمحمية.